# Heteropogon (Poaceae)
Heteropogon là một chi thực vật có hoa trong họ Hòa thảo (Poaceae).

## Loài
Chi Heteropogon gồm các loài: